# Museos de la Universidad de Padua
Los museos de la Universidad de Padua constituyen un sistema museístico coordinado por la Universidad de Padua, que recoge y valoriza el patrimonio científico, histórico y artístico acumulado por la universidad a lo largo de sus 800 años de historia. La red está formada por 11 sitios museísticos -el más reciente y de mayor tamaño es el Museo de la Naturaleza y el Hombre - y otras 19 colecciones distribuidas en los distintos departamentos.A principios del siglo XVIII, el médico y naturalista Antonio Vallisneri inició una gran colección de curiosidades científicas y hallazgos naturales; su hijo Antonio Vallisneri hijo donó esta colección a la Universidad en 1733, formándose el «Museo Vallisneriano», el núcleo original de los museos naturalistas posteriores.La mayoría de los museos se encuentran en el centro histórico de Padua y tres en la región del Véneto. Su ubicación en edificios históricos y sedes departamentales también es motivo de interés para los visitantes.Los museos tienen un valor educativo particular; todos ofrecen visitas guiadas con reserva previa. Algunos museos abren con reserva previa.

## Historia

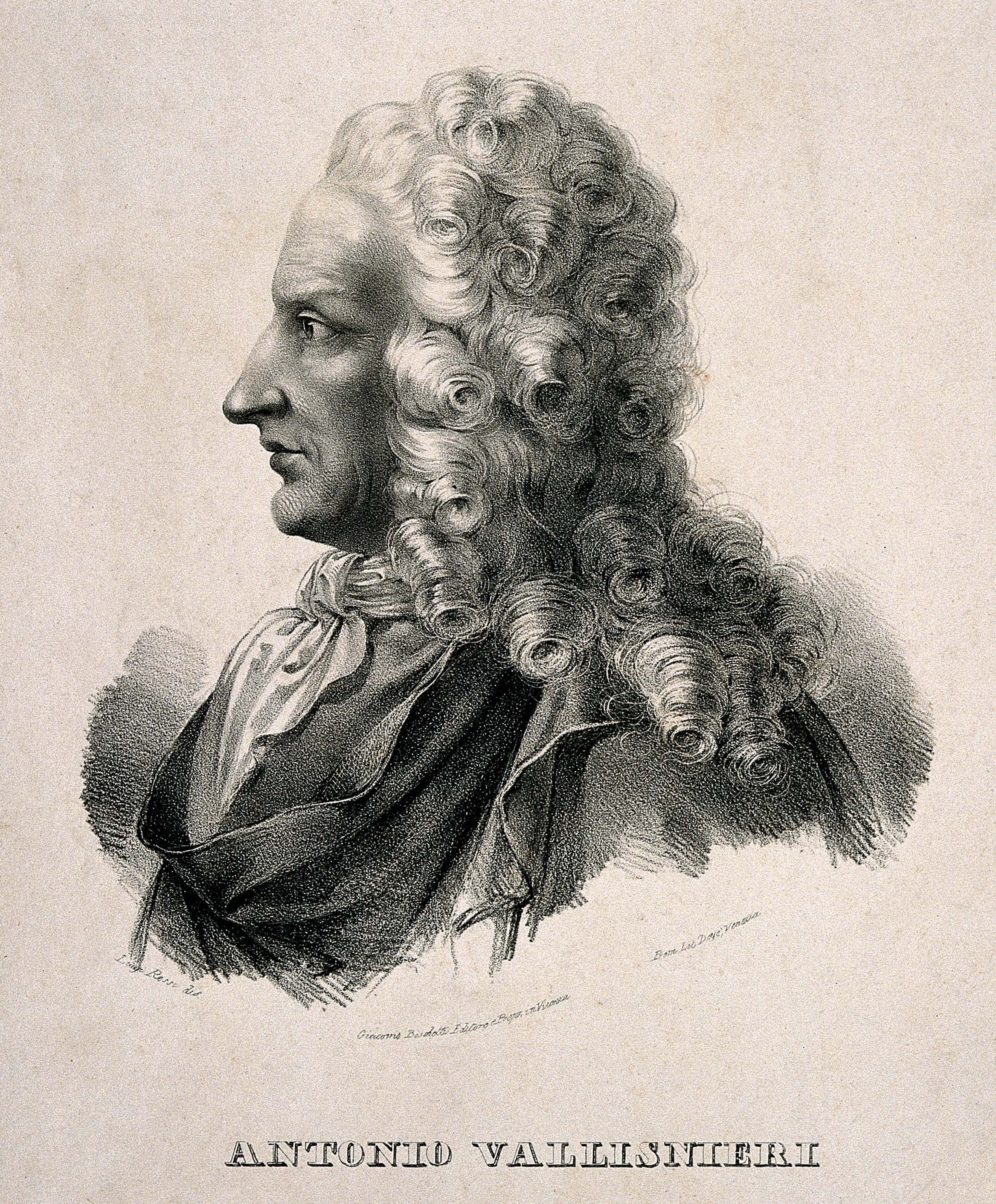
Antonio Vallisneri

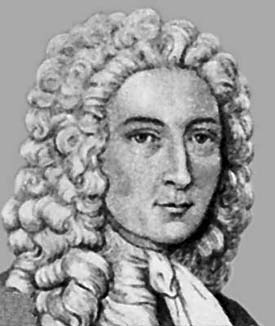
Juan Poleni

Los orígenes del patrimonio museístico de la Universidad de Padua se remontan a 1545, cuando se fundó el Jardín Botánico de Padua como Hortus medicus para la enseñanza de la botánica farmacéutica a los estudiantes de medicina.

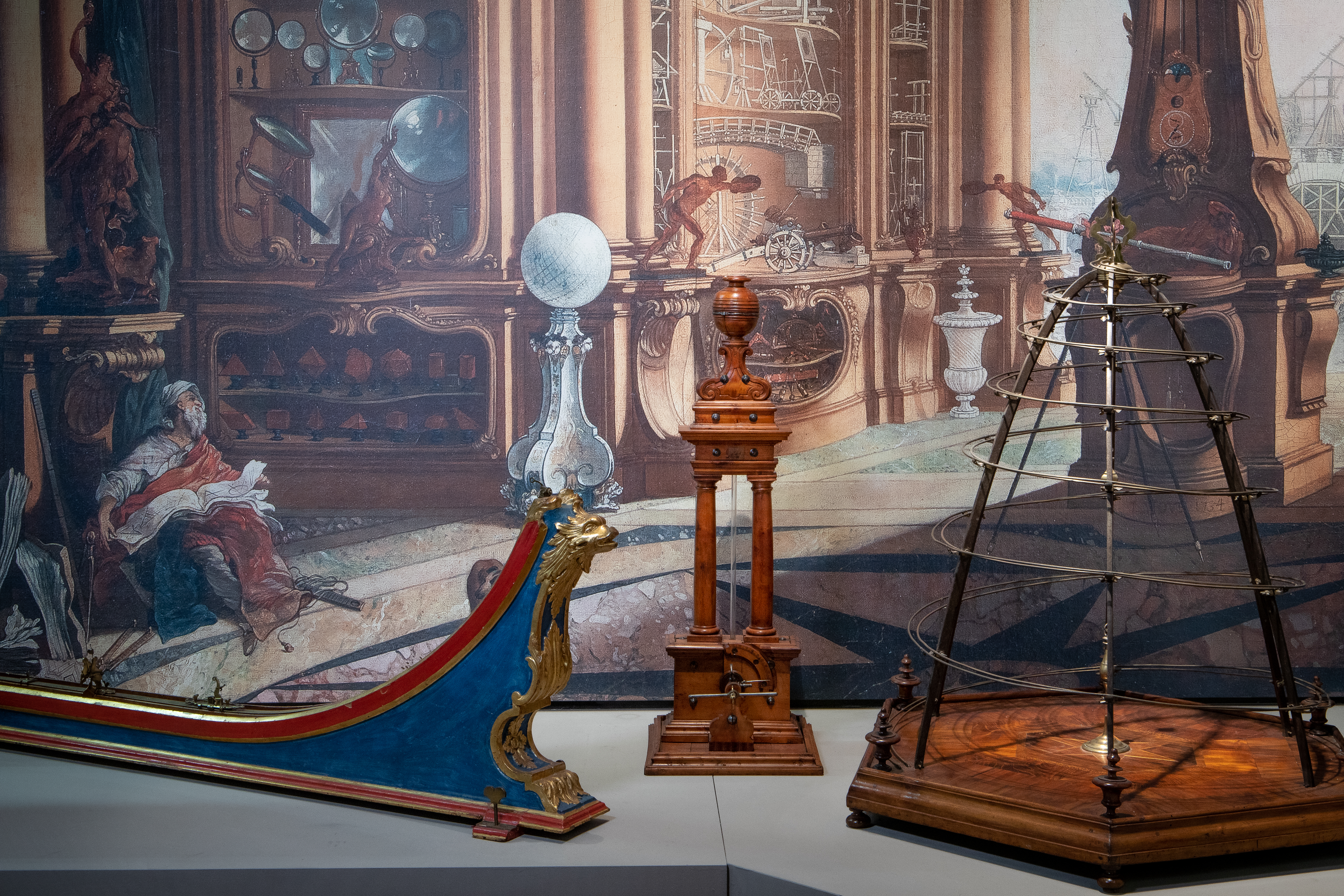
El estudio del movimiento en el Gabinete de Física del de Giovanni Poleni

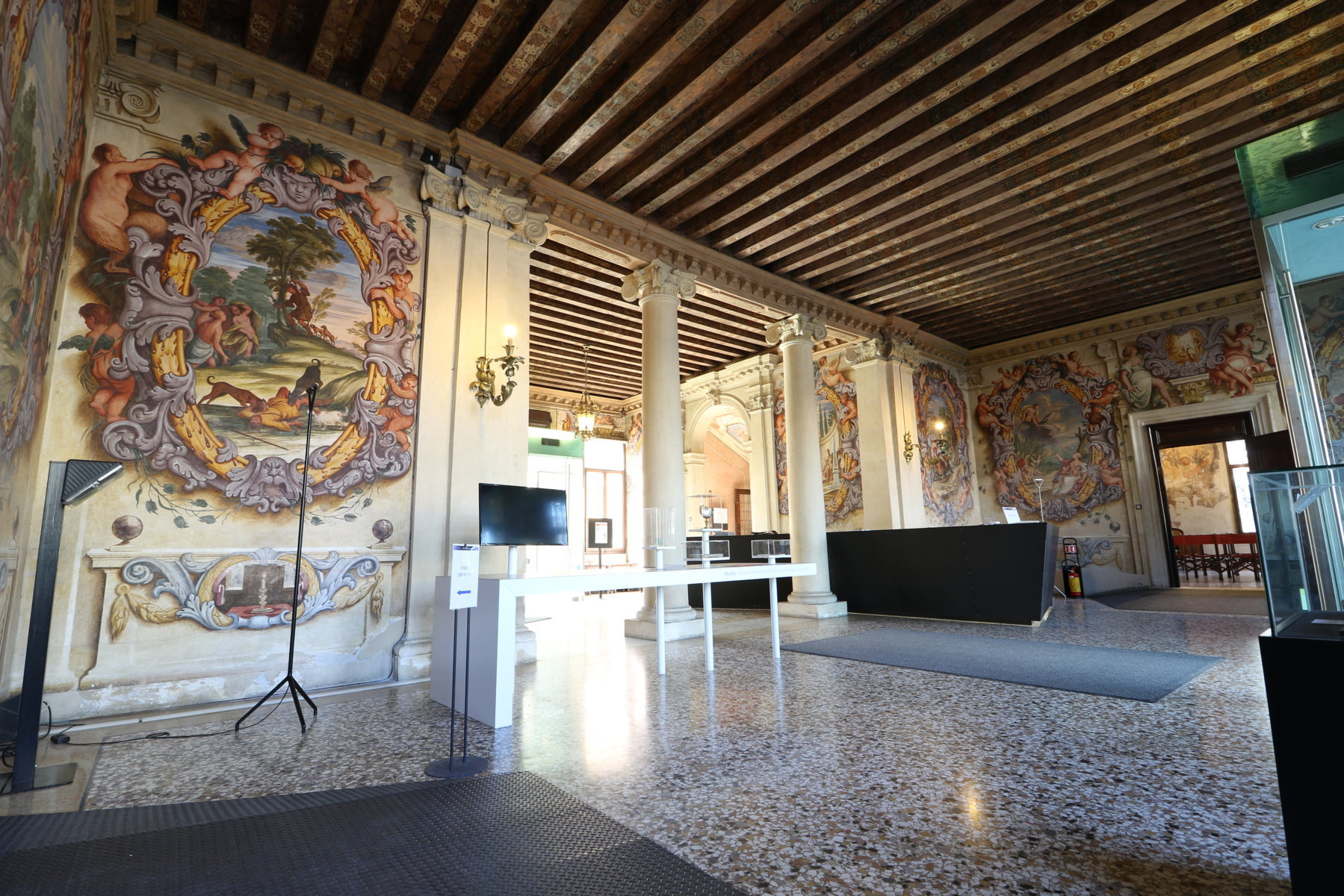
Atrio del Palazzo Cavalli alle Porte Contarine, sede histórica de las colecciones universitarias y ahora parte del Museo de la Naturaleza y el Hombre.

Las colecciones vallisnerianas, ubicadas en el Palazzo Cavalli "alle Porte Contarine" del siglo XVI, se enriquecieron entre los siglos XVIII y XIX con artefactos zoológicos, mineralógicos, fósiles y etnográficos, lo que refleja la expansión de las ciencias naturales.
En 1739, con la cátedra de filosofía experimental, el físico Giovanni Poleni fundó el Gabinete de Física, dotándolo de instrumentos europeos de última generación que hicieron de Padua uno de los principales centros de enseñanza experimental: ese equipamiento constituye el actual Museo Giovanni Poleni.A principios del siglo XIX, en 1805, el Museo de Ciencias y Arte Arqueológico inició su vida autónoma como museo didáctico basado en la colección de la familia Mantua Benavides (Padua, siglo XVI), que había sido adquirida a principios del siglo XVIII por Vallisneri padre y donada por su hijo en 1733, y que luego se enriqueció con hallazgos de donaciones privadas y campañas de excavación. 
En el siglo XIX, la creciente especialización disciplinaria condujo al surgimiento de museos diferenciados. La sección de mineralogía, consolidada durante los gobiernos napoleónico y de los Habsburgo, fue reconocida formalmente a principios del siglo XIX. Al mismo tiempo, la colección geológica y paleontológica se incrementó gracias a las investigaciones de Giovanni Omboni y sus estudiantes. En 1882 Giovanni Canestrini fundó el Museo Universitario de Antropología. Ese mismo año, el ingeniero Enrico Bernardi experimentó con la Motrice Pia, uno de los primeros motores de gasolina ; los prototipos, junto con los motores «Lauro» y el triciclo de gasolina de 1894, se conservaron en el Instituto de Máquinas y en 1920 formaron el núcleo del Museo de la Máquina «Enrico Bernardi», testigo del desarrollo de la ingeniería mecánica italiana. 
El siglo XX vio la expansión del patrimonio museístico hacia nuevas disciplinas. En 1993 se fundó el Museo de Educación. En 2019 se inauguró en el Palazzo Wollemborg el Museo de Geografía, el primer museo universitario italiano dedicado a la disciplina.
Para coordinar y proteger las colecciones distribuidas en numerosos departamentos, la Universidad ha creado el Centro Universitario de Museos (CAM), dotándolo de competencias en catalogación, conservación, accesibilidad y difusión. El CAM ha impulsado proyectos de digitalización, itinerarios inclusivos (MuseAbile) y reinstalaciones museográficas entre 2020 y 2024.
En 2023 se inauguraron el Museo Botánico y el Museo de la Naturaleza y del Hombre, que unificaron las cuatro colecciones históricas de Antropología, Mineralogía, Geología y Paleontología y Zoología, creando el museo científico universitario más grande de Italia y entre los más grandes de Europa. Los museos de la Universidad de Padua constituyen un sistema museístico coordinado por la Universidad de Padua, que recoge y valoriza el patrimonio científico, histórico y artístico acumulado por la universidad a lo largo de sus 800 años de historia. La red está formada por 11 sitios museísticos -el más reciente y de mayor tamaño es el Museo de la Naturaleza y el Hombre - y otras 19 colecciones distribuidas en los distintos departamentos.

## Entradas relacionadas
- Museos Cívicos de Padua
- Palacio Cavalli en Porte Contarine
- Universidad de Padua